# Lambrequín (heráldica)
En heráldica el lambrequín o lamequín es el conjunto de ornamentos que forma parte del timbre, de aspecto similar a una cortina atada al yelmo por encima y detrás del escudo de armas. Suelen ser penachos, hojas o cintas, a menudo entrelazadas.
El origen de los lambrequines es muy antiguo. Actualmente sirven de ornamento al casco y al escudo, de la misma forma que lo hace la cota de armas para cubrir el resto de la armadura.
Generalmente, el lambrequín está blasonado con forma de X o doblado (rayado), y la tela tiene dos caras, una de un esmalte (color) y la otra de un metal.
Los lambrequines y penachos que sirven de ornamento al yelmo y acompañan al escudo, deben ser únicamente del esmalte y colores del campo y de las piezas del escudo, excepto por privilegio o concesión especial. 
Según escribió Francisco Piferrer en 1858 en su Tratado de heráldica,  a los  blasones de los nuevamente ennoblecidos se les asignan plumajes y no hojas, por cambios en la moda de la caballería y por ser los plumajes menos honorables y correspondientes a los caballeros y soldados de la inferior calidad y graduación en la práctica antigua. 
En España, los penachos y lambrequines se atan con diversos nudos y lazos dejando largos cabos, llamados giras, volteando al aire.
El mantelete es un vestido de cabeza similar compuesto de una sola pieza de tela. Antiguamente se llamó veleta o volante, porque se volteaba o movía con el viento. Estaba sujeto en la parte trasera del yelmo con una venda o trenza compuesta de cintas y cordones enrollados que rodeaban la cima del yelmo.  Su propósito principal era el de minimizar el calentamiento de la parte trasera del yelmo por los rayos del sol. Solía ser de los colores de los esmaltes de las armas, y aseguraba la cimera, situada encima.

## Excepciones de blasonamiento
- El lambrequín de la Black Loyalist Heritage Society[1] es un ejemplo único en el que el manto es de dos pieles (armiños parte inferior y contraarmiños parte superior).
- También está el ejemplo único del manto de Bruce Douglas Bolton,[2] que es de tartán en el exterior.
- El Escudo de Canadá tiene lambrequines de blanco y rojo, o gules y plata doble; además, la representación estándar actual de las armas canadienses tiene un manto en forma de hojas de arce.
- Las armas de los soberanos son una excepción común. Escudo del Reino Unido poseen lambrequines de oro y armiño forrado, que a menudo se considera que se limita a los soberanos.
- En los primeros días del desarrollo de la cimera, antes de que se desarrollaran el burelete en la corona, las coronas de cimeras, los chapeaux o Capelos, la cimera a menudo continuaba en el lambrequín (cimera-lambrequín) si esto era factible (la ropa usada por una figura semi-humana, o el pelaje del animal, por ejemplo, permitió o fomentó esto). Todavía es cierto con frecuencia en el escudo de armas del Imperio alemán.

## Ejemplos

Escudo de Juan de Austria, adornado con lambrequines de plumas de pavo real característica de Austria.
Escudo de armas de Canadá, usando hojas de arce como lambrequines.
Escudo de armas del Imperio Alemán (1871-1918), representada el Águila Imperial como cimera-lambrequín.
Escudo de armas del Reino Unido, usando mando exterior de oro con armiño forrado interior.